# Robert Walser
Robert Walser (Biel, Bern kanton, 1878. április 15. – Herisau közelében, Appenzell Ausserrhoden kanton, 1956. december 25.) svájci német író, a huszadik századi német nyelvű svájci irodalom kiemelkedő alkotója volt. Jelentőségét csak halála után, a huszadik század második felében ismerte fel az irodalomkritika, a kiadói világ és az olvasóközönség. Ma – Friedrich Dürrenmatt és Max Frisch mellett – világirodalmi szempontból a legismertebb svájci prózaíró.

## Élete és munkássága

### 1878–1897
Robert Otto Walser a második legifjabbként jött a világra szüleinek nyolc gyermeke közt. Édesapja, id. Adolf Walser (1833-1914) könyvkötő, papírkereskedő és képkeretező volt, édesanyja, Elisabetha (Elisa) Walser (1839-1894) pedig háztartásbeli. Legkedvesebb testvére, Karl Walser színpadtervező és festő volt, és az író számos könyvét illusztrálta. Robert Walser Bielben töltötte gyerekkorát, és kétnyelvű – német-francia – környezetben nőtt fel a svájci-francia határon. Bielben végezte el az elemi iskolát és az ún. „előgimnáziumot”, utóbbit azonban, mivel szülei képtelenek voltak viselni az iskoláztatás költségeit, nem tudta befejezni. Már korán megmutatkozott a színpadi iránti rajongása; kedvence Schiller Haramiák című darabja volt. Ma is ismerjük testvérének, Karl Walsernak azt az akvarelljét, amely Robert Walsert ábrázolja Karl Moor szerepében.
1894-ben meghalt Walser édesanyja, aki „melankóliában” szenvedett (így nevezték abban a korban a pszichikai megbetegedést), s akit addig egyik lánya, Lisa Walser (két lánya közül az idősebb) ápolt. A svájci germanista, Peter von Matt szerint Robert Walsernak anyjához fűződő szimbiotikus viszonya konstitutív jelentőségű az író alkotói pályáján. Walser 1892-től 1895-ig szülővárosában, Bielben az egyik berni banknál dolgozott tanoncként. Ezt követően rövid ideig Bázelban tevékenykedett, majd Stuttgartba költözött, ahol testvére, Karl Walser élt. Stuttgartban egy kiadóházban alkalmazták: írnok volt az apróhirdetések osztályán. Közben mellékesen, sikertelenül, megpróbálkozott a színészi pályával is, és a helyi színháznál, az egyik színésznő javaslatára, részt is vett egy meghallgatáson. A kudarcot követően aztán gyalog visszatért Svájcba, és ott – Zürichben – telepedett meg 1896 szeptemberének utolsó napjaiban. A következő esztendőkben – ha rendszertelenül és szeszélyesen váltakozó állásokban is – gyakran talált munkát, és többnyire hivatali alkalmazott vagy írnok volt. Az egyik első német nyelvű író, aki a hivatalnoki létet mint fontos toposzt bevezette az irodalomba.

### 1898–1912
1898-ban a berni napilap, a Der Bund (A szövetség) irodalomkritikusa és tárcarovatának vezetője, Joseph Victor Widmann közölte Walser hat költeményét. Ezt követően vezette be őt Franz Blei, aki felfigyelt a fiatal író tehetségére, a Die Insel (A sziget) írói körébe: Walser itt ismerte meg többek közt Frank Wedekindet, Max Dauthendeyt és Otto Julius Bierbaumot. A Die Insel hasábjain jelentek meg aztán a következő években az író versei, dramolettjei és kisprózájának egyes darabjai.
Walser leggyakoribb lakhelye – bérleteit sűrűn váltogatta – 1905-ig Zürich maradt, de közben lakott Thunban, Solothurnban, Winterthurban, Münchenben is, valamint nővérénél, Lisa Walsernél Täuffelenben. 1903-ban elvégezte a katonaiskolát, és nyártól fogva „segéd” volt a Zürich melletti Wädenswilben, Carl Dubler mérnök és feltaláló villájában (az épület a mai napig, lényegében változatlan formában, áll, és a Walser életművének értelmezésében fontos szerepet játszó Bernhard Echte tulajdonában van). Ez az epizód szolgáltatta aztán az anyagot az író Der Gehülfe (A segéd, magyarul A mindenes címen jelent meg) című regényéhez (1908). Walser első könyve, a Fritz Kocher dolgozatai 1904-ben jelent meg az Insel kiadó gondozásában.
1905 nyarának végén Walser Berlinben elvégzett egy ún. „szolgáló”-képző tanfolyamot (Diener), és ezt követően ősszel szolgálóként el is helyezkedett Felső-Sziléziában, a dambraui kastélyban. A szolgálat tematikája a következő évtizedekben erősen átszövi életművét, és különös jelentőséget nyer Jakob von Gunten című naplóregényében (1909). 1906 elején Walser ismét Berlinbe utazott, ahol testvére, Karl, aki már jó ideje ott él mint festő, könyvillusztrátor és díszlettervező, bevezette az írói, kiadói és színházi körökbe. Alkalmanként titkári munkát kap a Berliner Secession művészegyesületben. Ebben az időszakban ismeri meg a két jelentős könyvkiadót, Samuel Fischert és Bruno Cassierert, a nagyiparost és későbbi külügyminisztert, Walther Rathenaut, valamint a nagy színészt, Alexander Moissit.
Berlinben hat hét alatt megírja a Geschwister Tanner (A Tanner testvérek) című regényét, amely 1907-ben meg is jelenik. Második regénye, A segéd 1908-ban, míg a Jakob von Gunten 1909-ben lát napvilágot. Mindhárom regény Bruno Cassirer kiadójánál jelent meg, ahol Christian Morgenstern dolgozott lektorként. Az említett regények mellett ebben az időszakban kisprózai darabokat írt, s ezekben (nagy nyelvi leleménnyel és szubjektív nézőpontból) az ágrólszakadt csavargó (Flaneur) szemszögéből sokszor népszerű mulatóhelyek légkörét ábrázolja: feltűnik írásaiban például a korszak két híres-hírhedt szórakozóhelye, az Aschinger vagy a Gebirgshallen nevezetű mulató. Kisprózai darabjai, amelyeket ő csak, kedves svájcias kifejezéssel „Prosastückli”-knek nevez („prózaszilánkok”), szélesebb körben is ismertté tették a nevét. Prózaírói tehetségét olyan nagyságok emlegetik dicsérő hangon, mint Robert Musil vagy Kurt Tucholsky, és olyan rendkívül különböző alkotók nevezik őt kedvenc írójuknak, mint Hermann Hesse vagy Franz Kafka.
Említett rövidprózai darabjai újságok és folyóiratok hasábjain jelentek meg. Később aztán, ma már tudjuk, ez a rövid tárca-műfaj alkotja majd életművének törzsanyagát: az ún. Prosastückli, a rövid kroki, a „kis színes” Robert Walser összetéveszthetetlen, legeredetibb műfaja.

### 1913–1929
Robert Walser 1913-ban visszatért Svájcba, ahol eleinte nővére házában élt, aki Bellelay-ben dolgozik tanítónőként az elmebetegek helybeli intézetében. Ott ismerte meg Frieda Mermetet, akivel ettől fogva szoros barátságot tartott fenn, és folyamatos és bensőséges levelezést folytatott. Ezt követően rövid időre apjához költözött Bielbe, majd 1913 júliusában ugyanott kibérelt egy manzárdszobát a Blaues Kreuz (Kék kereszt) nevű szállodában. Ebben a tető alatti szobában élt 1920-ig. Közben, 1914-ben, meghalt az édesapja.
Az első világháború idején többször katonai szolgálatra hívták be. 1916 végén a waldaui elmegyógyintézetben meghalt Walser testvére, Ernst Walser, akit már hosszabb ideje pszichikai tünetekkel kezeltek. 1919-ben öngyilkosságot követett el Walser másik testvére, Hermann, aki földrajzprofesszorként dolgozott Bernben. Az író magánya ebben az időszakban, minthogy a háború amúgy is elszigeteli a németországi lehetőségektől, fokozódott, és külső életkörülményei is – noha rengeteget dolgozott és publikált – megnehezedtek.
Ezekben az években az író kisprózai darabjaival szinte elárasztotta a német és svájci sajtó hasábjait. Ezekből sorozatban jelentek meg kisebb-nagyobb válogatások: Aufsätze (Dolgozatok, 1913); Geschichten (Történetek, 1914); Kleine Dichtungen (Kis költemények, 1915, ez a kötet magyarul Elsüllyedt ösvény címen jelent meg); Prosastücke (Prózai darabok, 1917, ez a kötet magyarul Emlékszem, egyszer címen jelent meg); Kleine Prosa (Kis próza, 1917); Poetenleben (Költőélet, 1917); Komödie (Komédia, 1919); Seeland (Tóvidék, 1920.). E korszak egyetlen nagyobb lélegzetű műve a Spaziergang (Séta) címen megjelent hosszabb szöveg (1917).
Walser, aki mindig is lelkes sétagyaloglónak számított, ebben az időben rendszeresen hosszú-hosszú gyalogtúrákat tett a svájci tájakon, ezeket sokszor még éjszaka sem szakította meg; akik ismerték, nem egyszer „erőltetett menet”-ről beszéltek. A korszak tárcáiban az író hol a nyugtalan vándor szemszögéből ábrázolja az eseményeket, aki a közeli vidéken is idegennek érzi magát, hol pedig játékos hangvételű betéteket ír más írókról és művészekről. A bieli korszakban (1913-1921) figyelme a „régi új környezetre” terelődik, és írásaiban nyomatékos szerepet kapnak a természetleírások és idillek.
1921 elején Bernbe költözött, ahol néhány hónapra alkalmazást nyert mint „segédhivatalnok” a berni Állami levéltárban. Ebbe az időszakba esik a ma eltűntnek tekintett (vagy lappangó) mű, a Theodor keletkezése. Bernben rendkívül visszavonultan élt, és gyakorta váltogatott bútorozott szobákat bérelt: mindössze tizenkét év alatt 16 különböző helyen volt bejelentett lakása.

### 1929–1956
1929 elején Walser, akit már hosszabb ideje általános rettegési és hallucinatív tünetek gyötörtek, egy komolyabb lelki összeomlást követően (egy pszichiáter, valamint nővére, Lisa tanácsára) felvételt kér a Bern közelében fekvő waldaui elmegyógyintézetbe. Az orvosi jegyzőkönyv ezt rögzíti: „A paciens panaszkodik és elismeri, hogy hangokat hall”. A jelek szerint tehát önkéntes „beszállításról” aligha beszélhetünk. Az intézetben aztán néhány hét alatt normalizálódik Walser állapota: újra írni kezdett, sőt publikálta is szövegeit, még ha szünetekkel is, és összességében sokkal kevesebbet, mint az elmúlt esztendőkben. Az intézetben alakul ki sajátos – és önmaga által „ceruza-módszer”-nek („Bleistiftmethode”) nevezett – rögzítési szokása. Roppant apró német kézírásos betűvetést alkalmaz („Kurrentschrift”): a betűk nem nagyobbak, mint egy milliméter. A verseket, kisprózákat aztán egy második munkafázisban tollal tisztázza. Ezeket a műveket nevezzük ma Mikrogrammoknak. Az első intézeti korszakból nem maradt fenn sok vázlatos, tehát apró betűs anyag, inkább a tisztázatok és a publikált szövegek uralkodnak. Csak amikor aztán 1933-ban, akarata ellenére áthelyezik a születési kantonjában fekvő Herisau elmegyógyintézetébe – és a nemzetiszocialisták hatalomátvétele után lényesen csökkennek németországi publikálási lehetőségei –, akkor adja fel véglegesen az írói tevékenységet (noha az intézet igazgatója, Dr. Otto Hinrichsen, aki maga is nagy terjedelmű költői életművet hagyott hátra, egy „irodalmi tevékenység végzésére szolgáló szobát bocsát rendelkezésére”). Az intézetben egyébként, a többi ápolt személyhez hasonlóan, Walser is papírzacskók készítésével, valamint különböző takarítási munkákkal foglalkozott. Szabadidejében szívesen olvasott szórakoztató irodalmat.
A herisaui intézetben 1936-tól fogva látogatta Robert Walsert csodáló híve és későbbi gyámja, a svájci író és mecénás, Carl Seelig., aki évekkel később Wanderungen mit Robert Walser (Séták Robert Walserrel) címen publikálta az íróval folytatott beszélgetéseit. Carl Seelig az évek során fáradhatatlanul munkálkodott azon, hogy a már-már szinte elfeledett író művei iránt – a művek újabb és újabb kiadásai révén – felkeltse és elevenen tartsa az érdeklődést. Karl Walser halála (1943), majd Lisa Walser eltávozása (1944) után Seeliget nevezték ki az író gyámjának. Walser, akinek magatartását ugyan haláláig számos furcsaság jellemezte, később már egyáltalán nem mutatta a pszichikai betegség tüneteit, mégis ismételten elutasította azt a lehetőséget, hogy elhagyja a herisaui környezetet.
Szerette a hosszú, magányos sétákat. 1956 karácsonyának első napján távozott az élők sorából: szívroham végzett vele egy havas tájon séta közben, egy kis domb alján találták meg holttestét. A hóban heverő halott vándor fényképe kísértetiesen emlékeztet Walser első regényének, a Geschwister Tannernak egyik jelenetére. Ott is a hóban fekve találják meg holtan az egyik hőst, a költő Sebastiant.

## Munkássága és fogadtatása

### Általános jellemzés
Robert Walser szövegeinek fő jellemvonása a játékos derű, amely mögött ugyanakkor egzisztenciális félelmek húzódnak. Főleg korai művei naivnak és félszegnek hatnak, mégis megragadják az olvasót pontos megfigyeléseikkel, a realitástól elrugaszkodó, az emberi lélek mélységeit tükröző gondolatvilágukkal. Alkotásai, amelyeket a 60-as évektől olvashat jó összkiadásokban a közönség, ezért válhattak a modern világirodalom törzsanyagává. Német nyelvhasználatát svájcias ízekkel élénkíti, és műveiben sokszor más alkotók műveit persziflálja vagy fűzi tovább. Modorában egyesíti a szórakoztató és a magas irodalom elemeit.

### Alkotói periódusai
Életművét nehéz felmérni, ugyanis mind a mai napig nincs lezárt kritikai kiadása, tehát gyakorlatilag máig tart a művek gyűjtése. Maga Walser „többszörösen szétvágott vagy szétválasztott Én-könyv”-nek nevezte műveinek összességét. A periodizálást ezért a kutatás négy megközelítő szakaszra bontja, és ezeket az író gyakran változó tartózkodási helyeivel jelöli: korai művek (1898-1905); ezeket a szecesszió és esztéticizmus kategóriáival jelöli. Ezt követi a berlini időszak (1905-1913); ekkor realisztikusabb hangütésű művek jönnek létre, ekkor keletkezik az író összes fennmaradt regénye. Majd jön a külsődlegesen erősen a „Heimatkunst”-ra emlékeztető és svájci tematikát kibontó szakasz, a bieli idő (1913-1920). És végül a legterjedelmesebb anyagot felölelő berni időszak (1921-1933), amelyben Walser stílusa egyre elvontabb, szinte hermetikusan zárt formát ölt, s amelyben vegyesen követik egymást a versek, tárcák, dramolettek. 1933 után, a herisai korszakban Walser teljesen elnémul, gyakorlatilag felhagy az írással. Néha ugyan ír még egy-egy levelet, de 1949 után ez a tevékenysége is megszűnik.

### 1898-1905: korai korszaka
Az író művei 1898 óta újságokban jelennek meg, így a később könyvformában is megjelent Fritz Kocher dolgozatai című könyvének darabjai is. Ezekben az években kb. 80 vers keletkezik, számos prózai darab és drámai szöveg. A versek zöme aztán helyet kap a 40 darabot tartalmazó, 1909-ben publikált Versek című kötetben, amelyet az író testvérénak, Karl Walsernek 16 karcolata gazdagít (a kötet teljes anyaga Kert a világ címen jelent meg magyarul). Az első könyveket ugyan jóindulatú kritikai visszhang kísérte, de mivel alig találtak vevőre, azok nagy részét 1910-ben leszállított áron kínálta, majd a maradékot bezúzta a kiadó.
Az első korszakban mértékadó lírai termés egyszerű romantizáló formákban ábrázolja egy kishivatalnok mindennapjait, és különösen melankóliával adja vissza az ún. Kommis, a banktanonc egyhangú, de mégsem eseménytelen mozzanatait. A lírai én „alulról” szemléli az életet, és a legkisebb tárgyakban is költői anyagot talál. Legismertebb verse Az irodában (Im Bureau):
AZ IRODÁBAN
(Im Bureau)
A Hold benéz az ablakon,
lát engem, szegény segédet,
ki a főnök pillantása
alatt görnyed.
Nyakam vakarom elgyötörten.
Tartós életnapsütést nem nagyon
láttam soha.
Szükség a végzetem;
vakargatni a nyakamat
főnöki pillantás alatt.
A Hold a seb az éjszakán,
egy-egy vércsepp minden csillag.
S bár virágzó üdvöm elillan,
de szerény vagyok legalább.
A Hold a seb az éjszakán.
A Fritz Kocher dolgozataiban hasonló álnaiv hangulat uralkodik: a kötetben egy diák mondja el iskolai dolgozatok formájában nézeteit különféle dolgokról. Az író nem szándékoltan parodisztikus vagy ironikus, és a mégoly lapos témákat is rejtetten humoros, komolykodó, a személyes hangot utánzó stílusban adja elő. Már ezt a művet is jellemzi az rejtelmes vonás, amely a későbbi Walser egész életművét áthatja majd: a szerénység, az alávetés, az önkicsinyítés furcsa és makacs szándéka, amely mégis annyira merev és szinte gépies, hogy mintegy viszonylagosítja éppen annak jelentőségét, aminek alá akarja vetni magát.

### 1905-1913: a berlini időszak
Ez a korszak nagyon termékenyen indul. 1906 és 1909 között jön létre Walser három regénye: a Tanner testvérek, A mindenes, és a Jakob von Gunten. Az elsőt az író lelkes szerkesztője, a jelentős költő, Christian Morgenstern nagyra becsülte, és Dosztojevszkij Karamazov testvérekjével hasonlította össze. Számos kisprózai darab is születik ekkor, de ezek csak a bieli években jelennek meg könyvalakban, gyűjteményes formában.
A művekben megjelenik a nyüzsgő nagyváros, a gazdagodó nagypolgári Berlin élete, de inkább a szemlélődő, kívülálló, a nyílt tereket, utcákat, tereket, mulatókat kedvelő kispolgár szemszögéből, aki szeret céltalan bolyongani a metropolisz dzsungelében, és magányából ki-kipillantva mégis őrzi szuverenitását. A témák mindig: a nagyvárosi nyüzsgés, a mozi és színház világa, a sétálás gyönyörűségei, a természet iránti csodálat, és a mindennapok mámorító kicsinységei. Kafka térdét verdesve áradozott Max Brodnak ezekről a Walser-darabokról, és kétségtelen, hogy hatástörténetileg azt mondhatjuk: inkább Walser hatott Kafkára, mint fordítva.

### 1913-1921: a bieli korszak
1913-ban Walser visszatért Svájcba. Ez nemcsak a társadalmi életből és az irodalmi életből való kivonulást jelez, hanem azt is: az író szenvedélyesen a természet felé fordul, egyre gyakrabban hosszú sétákat tesz a környező vidéken, annak minden következményével. Az ábrázolásban keverednek az idill, a megrendült öntudat, a beilleszkedési kétség és a tárgyi világ iránti általános rajongás elemei. Walser otthonosnak is, idegennek is érzi magát a hazájában, nyugalmának kérgét sokszor feltöri a jövőtől való rettegés, a létbizonytalanság érzete. Ezt a fenyegetettséget növeli az első világháború kitörése. Ezekben az években jelenik meg az író számos gyűjteményes kötete: ezek az újságokban elszórt tárcáit gyűjtik egybe, sokszor átdolgozott formában. A bieli korszak vége egyúttal a második lírai alkotókorszak nyitánya is.
1921-1933: a berni korszak
1921-től fogva Walser Bernben él. Ezek az esztendők a legtermékenyebb fázist jelentik: 1924 és 1926 között Walser naponta ír, rengeteget publikál fontos napilapokban (Prager Presse, Berliner Tagblatt, Frankfurter Zeitung), és az egyik legnépszerűbb tárcaíró. „Kis színes”eket ír, apró benyomásokról, emléktöredékekről tudósít, olykor rövid kaleidoszkóp formájában ad számot hétköznapi élményeiről. Stílusa megkomorodik, megtelik szeszélyes metaforikus anyaggal, és néha megcsodálhatjuk az író messze elrugaszkodni képes, szürreális, mégis valósághű képzeletének sokszínűségét. Fontosabb már itt a hogyan a mitnél, és radikális komolysággal jelennek meg írásaiban a művészlétezés egzisztenciális problémái. Az ún. Mikrogrammok már 1924-től bizonyíthatóan megjelennek az életműben, és ekkor születik meg az ún. Räuber-Roman is (Rabló-regény). Csodálatosan koncentrált, mély gondolatiságú, megrázó mélységű tárcáinak csak kisebb részét tudta megjelentetni 1925-ben, a Die Rose (A rózsa) című gyűjteményes könyvecskéjében. Ez Walser utolsó, az intézeti tartózkodásokat megelőző korszakainak könyvpublikációja.
Írói tevékenységet 1929-től 1933-ig ugyan még folytat (ekkor Waldauban él), de a herisaui ideggyógyintézetbe való átszállítása után teljesen befejezi az írást.

## Fogadtatása
Walser, aki soha nem tartozott semmilyen irodalmi iskolához vagy irányzathoz, az első világháború előtt, valamint a huszas években viszonylag ismert, sokat publikáló szerzőnek számított, de igazi nyilvános elismerés alig-alig érte. Alakja és életműve azonban később, a 30-as években egyre inkább feledésbe merült, és ezen nem változtatott Carl Seelig áldozatos publikációs tevékenysége sem. Noha olyan nagy kortárs szerzők fedezték fel maguknak (néhányan írtak is róla), mint Robert Musil, Kurt Tucholsky vagy Franz Kafka, igazi hatását csak a mérvadó összkiadások után, a hetvenes évektől kezdve tudta kifejteni. Ma már olyan szerzők tekintik őt előfutáruknak, mint Peter Bichsel, Elfriede Jelinek, W. G. Sebald vagy Martin Walser. Életművének kéziratos hagyatékát eleinte hosszabb ideig különböző svájci alapítványok kezelték, mígnem az anyag 2009-ben a berni Robert Walser-Zentrum felügyelete alá került. Ez az intézmény archiválja, leltározza, kutatja és teszi a szélesebb olvasóközönség számára is megismerhetővé az író életművét.
Szülővárosában, Bielben 1978-ban megalakult a Robert Walser Alapítvány, amely a Walserről elnevezett díj odaítélésében illetékes.
A Svájci Szövetségi Vasutak (SBB) 1978-ban Robert Walserről nevezte el egyik „sebesvonatát” („Neigezug”).

## Műveinek kiadásai
Műveinek több teljes kiadása is van, és néhány éve megindult a művek nagy gonddal kezelt kritikai kiadása is. A két máig leghasználatosabb eredeti összkiadás németül:
- Walser, Robert: Das Gesamtwerk (12 Bde. in 13 Teil-Bde.). Hg. v. Jochen Greven. Verlag Helmut Kossodo, Genf, Hamburg 1966–1975
- Fritz Kochers Aufsätze, Geschichten, Aufsätze. Hg. v. Jochen Greven. Verlag Helmut Kossodo, Genf, Hamburg 1972 (=GW; 1).
- Kleine Dichtungen, Prosastücke, Kleine Prosa. Hg. v. Jochen Greven. Verlag Helmut Kossodo, Genf, Hamburg 1971 (=GW; 2).
- Poetenleben, Seeland, Die Rose. Hg. v. Jochen Greven. Verlag Helmut Kossodo, Genf, Hamburg 1967 (=GW; 3).
- Geschwister Tanner. Roman, Jakob von Gunten. Ein Tagebuch. Hg. v. Jochen Greven. Verlag Helmut Kossodo, Genf, Hamburg 1967 (=GW; 4).
- Der Gehülfe. Roman. Hg. v. Jochen Greven. Verlag Helmut Kossodo, Genf, Hamburg 1972 (=GW; 5).
- Phantasieren. Prosa aus der Berliner und Bieler Zeit. Hg. v. Jochen Greven. Verlag Helmut Kossodo, Genf 1966 (=GW; 6).
- Festzug. Prosa aus der Bieler und Berner Zeit. Hg. v. Jochen Greven. Verlag Helmut Kossodo, Genf, Hamburg 1966 (=GW; 7).
- Olympia. Prosa aus de Berner Zeit (I) 1925/1926. Hg. v. Jochen Greven. Verlag Helmut Kossodo, Genf, Hamburg 1967 (=GW; 8).
- Maskerade. Prosa aus der Berner Zeit (II) 1927/1928. Hg. v. Jochen Greven. Verlag Helmut Kossodo, Genf, Hamburg 1968 (=GW; 9).
- Der Europäer. Prosa aus der Berner Zeit (III) 1928–1933. Hg. v. Jochen Greven.Verlag Helmut Kossodo, Genf, Hamburg 1968 (=GW; 10).
- Gedichte und Dramolette. Hg. v. Robert Mächler. Verlag Helmut Kossodo, Genf, Hamburg 1971 (=GW; 11).
- Entwürfe, Verschiedene Schriften. Mit editorischen Berichten und einem alphabetischen Gesamtverzeichnis der kleinen Prosa. Hg. v. Jochen Greven unter Mitarbeit v. Martin Jürgens. Verlag Helmut Kossodo, Genf, Hamburg 1972 (=GW; 12.1).
- Briefe. Hg. v. Jörg Schäfer unter Mitarbeit v. Robert Mächler. Verlag Helmut Kossodo, Genf 1975 (=GW; 12.2).
- Walser, Robert: Sämtliche Werke in Einzelausgaben (20 Bde). Hg. v. Jochen Greven. Suhrkamp, Zürich, Frankfurt am Main 1985–1986:
- Fritz Kochers Aufsätze. Suhrkamp, Zürich, Frankfurt am Main 1986 (=SW; 1), ISBN 3-518-37601-2
- Geschichten. Suhrkamp, Zürich, Frankfurt am Main 1985 (=SW; 2), ISBN 3-518-37602-0
- Aufsätze. Suhrkamp, Zürich, Frankfurt am Main 1985 (=SW; 3), ISBN 3-518-37603-9
- Kleine Dichtungen. Suhrkamp, Zürich, Frankfurt am Main 1985 (=SW; 4), ISBN 3-518-37604-7
- Der Spaziergang, Prosastücke und Kleine Prosa. Suhrkamp, Zürich, Frankfurt am Main 1985 (=SW; 5), ISBN 3-518-37605-5
- Poetenleben. Suhrkamp, Zürich, Frankfurt am Main 1986 (=SW; 6), ISBN 3-518-37606-3
- Seeland. Suhrkamp, Zürich, Frankfurt am Main 1986 (=SW; 7), ISBN 3-518-37607-1
- Die Rose. Suhrkamp, Zürich, Frankfurt am Main 1986 (=SW; 8), ISBN 3-518-37608-X
- Geschwister Tanner. Roman. Suhrkamp, Zürich, Frankfurt am Main 1986 (=SW; 9), ISBN 3-518-37609-8
- Der Gehülfe. Roman. Suhrkamp, Zürich, Frankfurt am Main 1985 (=SW; 10), ISBN 3-518-37610-1
- Jakob von Gunten. Ein Tagebuch. Suhrkamp, Zürich, Frankfurt am Main 1985 (=SW; 11), ISBN 3-518-37611-X
- Der Räuber. Roman. Suhrkamp, Zürich, Frankfurt am Main 1986 (=SW; 12), ISBN 3-518-37612-8
- Die Gedichte. Suhrkamp, Zürich, Frankfurt am Main 1986 (=SW; 13), ISBN 3-518-37613-6
- Komödie. Märchenspiele und szenische Dichtungen. Suhrkamp, Zürich, Frankfurt am Main 1986 (=SW; 14), ISBN 3-518-37614-4
- Bedenkliche Geschichten. Prosa aus der Berliner Zeit 1906–1912. Suhrkamp, Zürich, Frankfurt am Main 1985 (=SW; 15), ISBN 3-518-37615-2
- Träumen. Prosa aus der Bieler Zeit 1913–1920. Suhrkamp, Zürich, Frankfurt am Main 1985 (=SW; 16), ISBN 3-518-37616-0
- Wenn Schwache sich für stark halten. Prosa aus der Berner Zeit 1921–1925. Suhrkamp, Zürich, Frankfurt am Main 1986 (=SW; 17), ISBN 3-518-37617-9
- Zarte Zeilen. Prosa aus der Berner Zeit 1926. Suhrkamp, Zürich, Frankfurt am Main 1986 (=SW; 18), ISBN 3-518-37618-7
- Es war einmal. Prosa aus der Berner Zeit 1927–1928. Suhrkamp, Zürich, Frankfurt am Main 1986 (=SW; 19), ISBN 3-518-37619-5
- Für die Katz. Prosa aus der Berner Zeit 1928–1933. Suhrkamp, Zürich, Frankfurt am Main 1986 (=SW; 20), ISBN 3-518-37620-9

Az 1929 és 1933 között keletkezett ún. Mikrogrammoknak máig legteljesebb német nyelvű kiadása:
- Walser, Robert: Aus dem Bleistiftgebiet. Hg. v. Bernhard Echte u. Werner Morlang i. A. des Robert Walser-Archivs der Carl Seelig-Stiftung, Zürich. Suhrkamp, Frankfurt am Main 1985–2000
- Aus dem Bleistiftgebiet. Mikrogramme aus den Jahren 1924–1925. Prosa. Hg. v. Bernhard Echte u. Werner Morlang. Suhrkamp, Frankfurt am Main 1985 (AdB; 1), ISBN 3-518-03234-8
- Aus dem Bleistiftgebiet. Mikrogramme aus den Jahren 1924–1925. Gedichte und dramatische Szenen. Hg. v. Bernhard Echte u. Werner Morlang. Suhrkamp, Frankfurt am Main 1985 (AdB; 2), ISBN 3-518-03234-8
- Aus dem Bleistiftgebiet. ‚Räuber’-Roman, ‚Felix’-Szenen. Hg. v. Bernhard Echte u. Werner Morlang. Suhrkamp, Frankfurt am Main 1986 (AdB; 3), ISBN 3-518-03085-X
- Aus dem Bleistiftgebiet. Mikrogramme aus den Jahren 1926–1927. Hg. v. Bernhard Echte u. Werner Morlang. Suhrkamp, Frankfurt am Main 1990 (AdB; 4), ISBN 3-518-40224-2
- Aus dem Bleistiftgebiet. Mikrogramme aus den Jahren 1925–1933. Prosa. Hrsg. v. Bernhard Echte. Entzifferung in Zusammenarbeit mit Werner Morlang. Suhrkamp, Frankfurt am Main 2000 (AdB; 5), ISBN 3-518-40851-8
- Aus dem Bleistiftgebiet. Mikrogramme aus den Jahren 1925–1933. Gedichte und Dramatische Szenen. Hg. v. Bernhard Echte. Entzifferung in Zusammenarbeit mit Werner Morlang. Suhrkamp, Frankfurt am Main 2000 (AdB; 6), ISBN 3-518-40851-8

## Magyarul megjelent művei
- Séták. Kisprózák; Exsympozion, 1998. 23-24. szám., ford. Halasi Zoltán
- A séta. Válogatott prózai írások; vál., ford., utószó, jegyz. Halasi Zoltán; Magvető, Budapest, 1999
- Jakob von Gunten. Napló; ford. Bán Zoltán András; Utószó: Báthori Csaba, Scolar, Budapest, 2006 (Scolar szépirodalom)
- A Tanner testvérek. Regény; ford. Nádori Lídia; Utószó: Báthori Csaba, Scolar, Budapest, 2008 (Scolar szépirodalom)
- A mindenes. Regény; ford. Báthori Csaba; Scolar, Budapest, 2013
- Kert a világ. Versek, 1909 / Gedichte; ill. Karl Walser, ford. Báthori Csaba; Napkút, Budapest, 2015
- Fritz Kocher dolgozatai; Próza; ill. Karl Walser, ford. Báthori Csaba; Napkút, Budapest, 2018
- Emlékszem, egyszer. Próza; ford. Báthori Csaba; Cédrus Művészeti Alapítvány, Budapest, 2019
- Elsüllyedt ösvény. Próza; ford. Báthori Csaba; Napkút, Budapest, 2019
- Havazás; ford. Báthori Csaba; Napkút, Budapest, 2020 (Remekírók retró)
- A rózsa; ford. Báthori Csaba; Napkút, Budapest, 2021 (Remekírók retró)

## Műveinek színházi előadásai
- Alle gehen gegen das Schloss, Uraufführung der Dramolette Dornröschen, Schneewittchen und Aschenbrödel im Theater am Neumarkt, 17. Januar 1973
- Jakob von Gunten – Die hohe Schule der Demut nach dem Roman von Robert Walser, Regie: Martin Jürgens sursumcorda Theater- und Filmproduktion 2000–2007
- robert walser mikrogramme das kleine welttheater, Regie: Christian Bertram, Bühne: Max Dudler, Musik: Hans Peter Kuhn, Uraufführung 14. April 2005 Berlin; Lesungen, Filme und Podiumsdiskussion im Begleitprogramm www.mikrogramme.de

## Megfilmesítések
- Jakob von Gunten. Regie: Peter Lilienthal, Drehbuch: Ror Wolf und Peter Lilienthal, 1971
- Robert Walser (1974–1978). Regie und Drehbuch: HHK Schoenherr
- Der Gehülfe. Regie: Thomas Koerfer, 1975
- Der Vormund und sein Dichter. Regie und Drehbuch: Percy Adlon, 1978 (freie Verfilmung von Seeligs Wanderungen mit Robert Walser )
- Waldi. Regie und Drehbuch: Reinhard Kahn, Michael Leiner (nach der Erzählung Der Wald ), 1980
- Institute Benjamenta, or This Dream People Call Human Life. Regie: Stephen Quay, Timothy Quay, 1995
- Branca de Neve. Regie: João César Monteiro, 2000
- Jakob von Gunten. Filmregie: Georg Bühren, Theaterregie: Martin Jürgens, Buch: Martin Jürgens, Petra Moser, Andreas Ramstein, 2001
- Er, der Hut, sitzt auf ihm, dem Kopf. Robert Walser-Geschichten. Ein Sehbuch, gelesen von Bruno Ganz. Regie: Walo Deuber, 2006

## A Robert Walser műveit elemző válogatott másodlagos irodalom
- Jürg Amann: Robert Walser. Eine literarische Biographie in Texten und Bildern. Diogenes, Zürich 2006, ISBN 3-257-06553-1
- Walter Benjamin: Robert Walser. 1929 (Aufsatz) Text auf der Homepage Textlog
- Klaus Bonn, Edit Kovács, Csaba Szabó (Hrsg.): Entdeckungen. Über Jean Paul, Robert Walser, Konrad Bayer und anderes. 2002, ISBN 3-631-38399-1
- Christoph Bungartz: Zurückweichend vorwärtsschreiten. Die Ironie in Robert Walsers Berner Prosa. Dissertation. Lang, Bern 1988, ISBN 3-631-40485-9
- Bernhard Echte: Robert Walser. Sein Leben in Bildern und Texten. Suhrkamp, Frankfurt am Main 2008, ISBN 978-3-518-41860-4
- Tamara S. Evans: Robert Walsers Moderne. Francke, Bern 1989, ISBN 3-317-01661-2
- Tamara S. Evans: Robert Walser and the visual arts. The Graduate School and University Center, New York 1996, Kongressbericht, Literaturverz
- Anna Fattori, Margit Gigerl (Hrsg.): Bildersprache. Klangfiguren. Spielformen der Intermedialität bei Robert Walser. Fink, München 2008, ISBN 978-3-7705-4711-1
- Anna Fattori, Kerstin Gräfin von Schwerin (Hrsg.): „Ich beendige dieses Gedicht lieber in Prosa“. Robert Walser als Grenzgänger der Gattungen. Winter, Heidelberg 2011, ISBN 978-3-8253-5597-5
- Elio Fröhlich, Peter Hamm (Hrsg.): Robert Walser. Leben und Werk in Daten und Bildern. Insel, Frankfurt am Main 1980, ISBN 3-458-31964-6
- Robert Frank: Ferne Nähe / Distant Closeness. Hommage für / A Tribute to Robert Walser. (= Schriften des Robert Walser-Zentrums. 3). 2012, ISBN 978-3-9523586-2-7
- Lucas Marco Gisi: Das Schweigen des Schriftstellers. Robert Walser und das Macht-Wissen der Psychiatrie. In: Martina Wernli (Hrsg.): Wissen und Nicht-Wissen in der Klinik. Dynamiken der Psychiatrie um 1900. Transcript, Bielefeld 2012, ISBN 978-3-8376-1934-8, S. 231–259.
- Lucas Marco Gisi, Reto Sorg (Hrsg.): Jedes Buch, das gedruckt wurde, ist doch für den Dichter ein Grab oder etwa nicht? Robert Walsers Bücher zu Lebzeiten. (= Schriften des Robert Walser-Zentrums. 1). 2009, ISBN 978-3-9523586-0-3
- Jochen Greven: Robert Walser. Figur am Rande in wechselndem Licht. Fischer Taschenbuch, Frankfurt am Main 1992, ISBN 3-596-11378-4
- Jochen Greven: Robert Walser – ein Außenseiter wird zum Klassiker; Abenteuer einer Wiederentdeckung. Libelle, Lengwing 2003, ISBN 3-909081-39-8
- Wolfram Groddeck, Reto Sorg, Peter Utz, Karl Wagner (Hrsg.): Robert Walsers 'Ferne Nähe'. Neue Beiträge zur Forschung. 2. Auflage. Fink, München 2007, ISBN 978-3-7705-4517-9
- Christoph Jakob: Robert Walsers Hermeneutik des Lebens. Shaker, Aachen 1998, ISBN 3-8265-3854-4
- Elfriede Jelinek: er nicht als er (zu, mit Robert Walser). Ein Stück. Suhrkamp, Frankfurt am Main 1998, ISBN 3-518-41024-5
- Martin Jürgens: Seine Kunst zu zögern. Elf Versuche zu Robert Walser. Oktober, Münster 2006, ISBN 3-938568-46-1
- Katharina Kerr (Hrsg.): Über Robert Walser. 3 Bände. Suhrkamp, Frankfurt am Main 1979, ISBN 3-518-06983-7
- Robert Mächler: Das Leben Robert Walsers. Suhrkamp, Frankfurt am Main 1976, ISBN 3-518-39986-1
- E.Y. Meyer: Eine entfernte Ähnlichkeit. Eine Robert-Walser-Erzählung. Folio, Wien 2006, ISBN 3-85256-341-0
- Catherine Sauvat: Vergessene Welten. Biographie zu Robert Walser. Bruckner und Thünker, Köln 1993, ISBN 3-905208-01-6
- Diana Schilling: Robert Walser. Rowohlt, Reinbek 2007, ISBN 978-3-499-50660-4
- Roland Stark: Sprache auf der Goldwaage – Robert Walser und Der Buntscheck. (= Schriften des Robert Walser-Zentrums. 2). 2012, ISBN 978-3-9523586-1-0
- Carl Seelig: Wanderungen mit Robert Walser. 10. Auflage. Suhrkamp, Frankfurt am Main 2001, ISBN 3-518-01554-0
- Dietrich Seybold: Robert Walser. In: Andreas Kotte (Hrsg.): Theaterlexikon der Schweiz. Band 3, Chronos, Zürich 2005, ISBN 3-0340-0715-9, S. 2044 f.
- Peter Utz: Tanz auf den Rändern. Robert Walsers „Jetztzeitstil“. Suhrkamp, Frankfurt am Main 1998, ISBN 3-518-40965-4
- Matthias Weishaupt (Red.): Robert Walser in der Heil- und Pflegeanstalt Herisau. (Themenheft). (= Appenzellische Jahrbücher. Band 133). 2005. (Volltext)
- En face – Texte von Augenzeugen. Erinnerungen an Robert Walser. Nimbus, Wädenswil 2015, ISBN 978-3-03850-017-9
- Lucas Marco Gisi (Hrsg.): Robert Walser-Handbuch. Leben – Werk – Wirkung. Stuttgart, Metzler 2015, ISBN 978-3-476-02418-3